# Фортеця Аланії

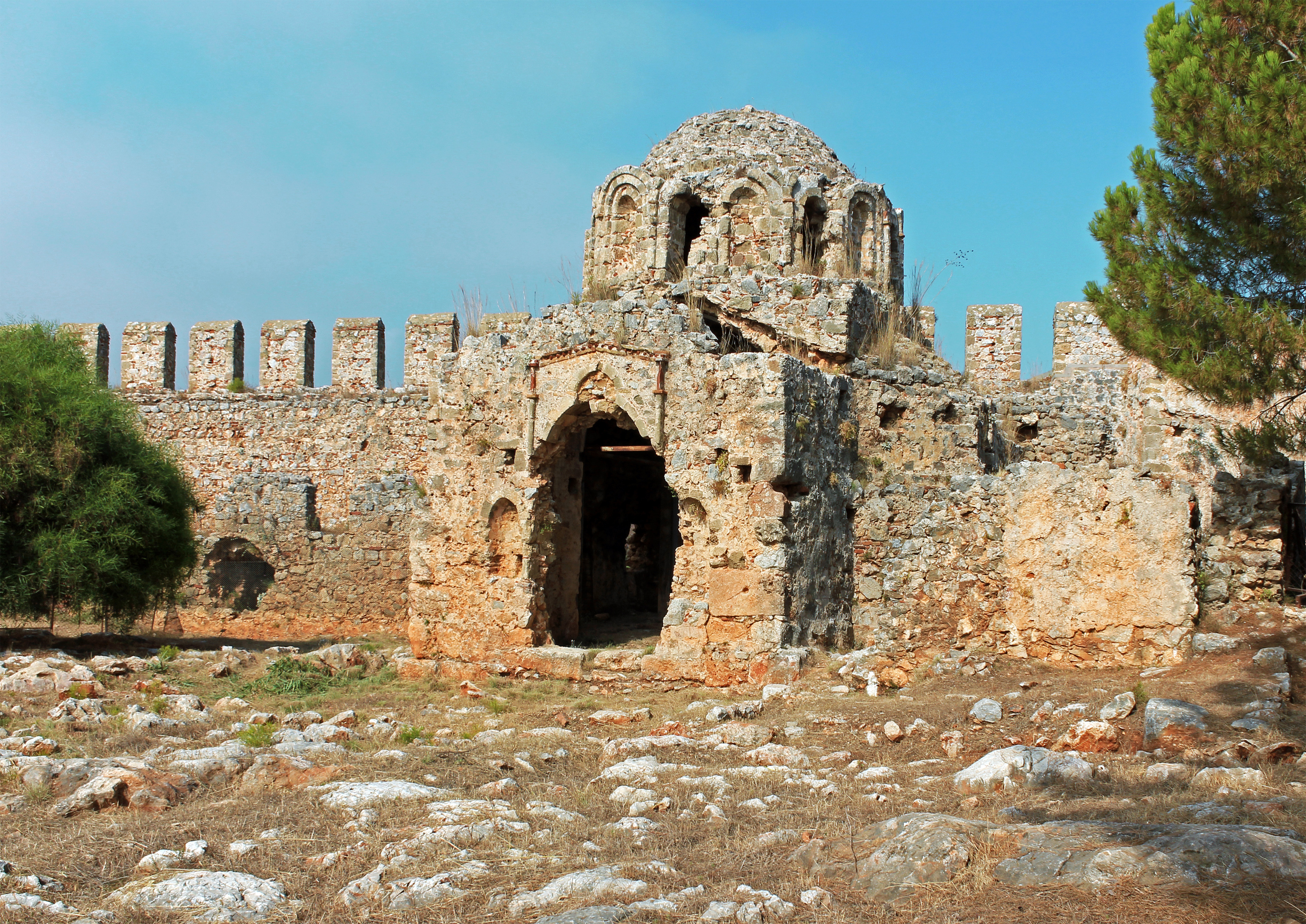
Руїни візантійської церкви, розташовані на території фортеці.

Фортеця Аланії (тур. Alanya Kalesi) — середньовічна фортеця в місті Аланія на півдні Туреччини. Більша її частина була побудована в XIII столітті. Фортеця розташована на скелястому півостріві висотою 250 м, який оточений Середземним морем з трьох сторін.

## Історія
Фортеця була побудована на вершині пагорба й оточена мурами довжиною 6,5 км, на яких розташовано 14 веж. Східна ділянка мурів спускається майже до моря, просто до Червоної вежі. Фортеця вміщувала близько 400 мешканців. На вершині пагорба, що в західній його частині, на висоті 250 метрів над рівнем моря, підносяться руїни замку.
Замок був побудований в XIII столітті сельджуцьким султаном Ала-ад-Діном Кей-Кубада на місці більш ранніх фортифікаційних споруд візантійського і римського періодів. У замку було кілька воріт — одні головні з нанесеними на них написами і кілька допоміжних. Більшість з них в даний час зруйновані.

### Будова
Всередині замку є кілька стародавніх будівель, таких як цегляні цистерни, ванні і візантійська церква Святого Георгія IV—V ст. н. е. У XIX столітті на території фортеці було збудовано безліч житлових вілл.

## Теперішній час
В даний час фортеця перетворена в музей просто неба. Вхід у замок платний (30 турецьких лір), але більшу частину фортеці можна оглянути безплатно.
Замок — кінцева зупинка міського автобуса № 4. Підйом на гору автобусом займає приблизно 15 хвилин, пішохідна прогулянка — приблизно 1 годину. З 2017 року на гору можна піднятися канатною дорогою від пляжу Клеопатри.